# Pipraeidea
Pipraeidea is een monotypisch geslacht van zangvogels uit de familie Thraupidae (tangaren):
- Pipraeidea melanonota – Maskertangare